# Sprints Gboko
Sprints Gboko de son vrai nom Sprints Hospice Gboko né le 1er janvier 1993 à Bohicon est un réalisateur, artiste et enseignant à l'université d'Abomey-Calavi.

## Biographie

### Enfance et études
Sprints Gboko né le 01 janvier 1993 à Bohicon est issu d'une famille passionnée par la photographie. Il intègre le monde photographique dès son enfance. Il obtient son baccalauréat série scientifique à l'âge de 16 ans au collège La Symbiose de Bohicon en 2009. Ensuite, il poursuit ses études à l'Université d'Abomey-Calavi (UAC) en Chimie Biologie Géologie (CBG) où il obtient sa licence en sciences naturelles.

### Carrière
Dès son jeune âge, il se lance dans la réalisation des théâtres artistiques accompagné de son père en 2006. En 2014, il crée le projet AWA Ciné qui est officiellement reconnu par l'État en 2016. En 2015, il dédie à Djimon Hounsou un court métrage intitulé Le portail de la célébrité.

## Filmographie
- 2018 : Avitikpamba[3]
- 2023 : Le retour de Tassi[4]
- 2018 : Gayman[5]
- 2017 : Kondo, notre super héros[6]